# Maria Kirilenko
Maria Yuryevna Kirilenko (em russo:  Мари́я Ю́рьевна Кириле́нко, 25 de janeiro de 1987) é uma ex-tenista profissional russa.
Conquistou o US Open de 2012 feminino juvenil em simples e seu primeiro título do circuito WTA em 2005, derrotando a alemã Anna-Lena Grönefeld no então Tier II de Pequim. Em Grand Slam, chegou três vezes às quartas de final, no Australian Open de 2010, no Torneio de Wimbledon de 2012 e no Torneio de Roland Garros de 2013. Em duplas, atingiu duas finais do Grand Slam no Australian Open de 2012 e no Torneio de Roland Garros de 2012. Venceu o WTA Championships de 2012 e foi medalhista de bronze nos Jogos Olímpicos de Londres, também em 2012. Em 2013, Kirilenko obteve o mais alto ranking na carreira de simples, o 10º lugar. Em setembro de 2014, ela jogou seu último jogo, pela 1ª fase do Premier Mandatory de Pequim.
Não formalizou a aposentadoria, mas nunca retornou à competição tenística. Casou-se em 2015 e, na metade de 2017, havia dado a luz a uma menina, sua segunda criança.

## Carreira

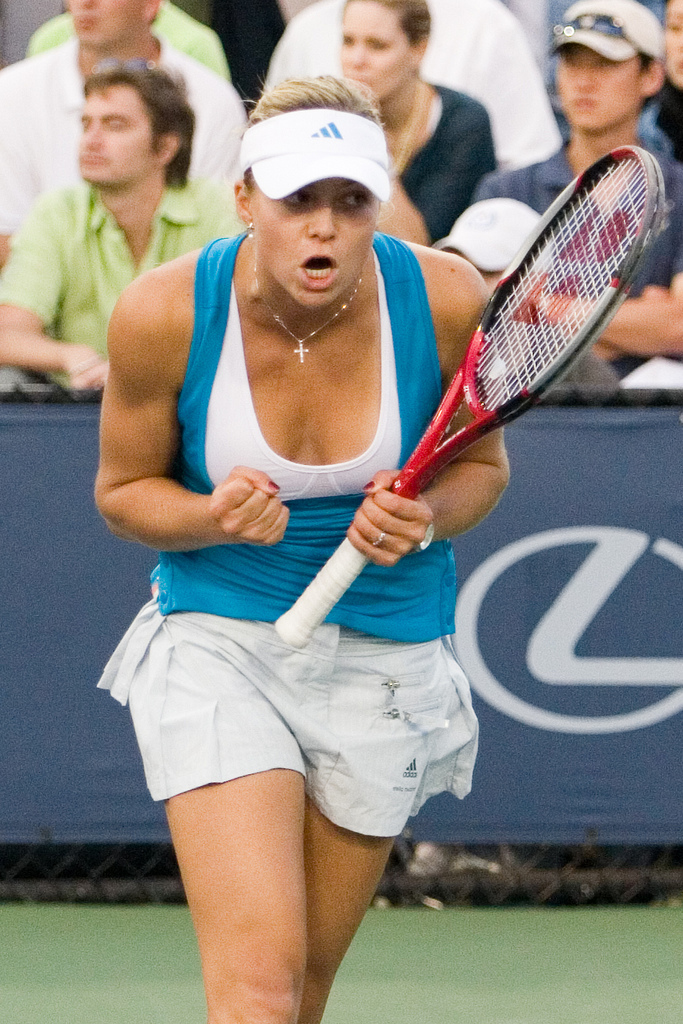
Maria Kirilenko

Maria Kirilenko começou a mostrar entusiasmo pelo tênis com 5 anos de idade, mas foi difícil praticar o esporte enquanto ela frequentava a escola. Seu pai a inscreveu em uma aula de tênis, e depois de horas treinando ferozmente, começou a lucrar à medida que ganhava diversos torneios.
Quando Kirilenko tinha doze anos, uma estimada esportista, Elena Brioukhovets, a viu treinando. Durante todo o ano seguinte, Elena viu Maria progredir e então chamou-a para junto com ela. Um programa de três anos foi feito e uma equipe especial foi selecionada.Em menos de três anos, Maria tornou-se a número um de sua idade e a número dois no grupo sub-18. Os conhecidos tenistas Yevgeni Kafelnikov, Andrei Olhovskiy e Max Mirnyi, que criaram uma organização para ajudar jovens tenistas, ajudaram Kirilenko a organizar os treinamentos e participar de torneios.
Em 2002 Kirilenko tornou-se uma das vencedoras mais jovens do Aberto do Canadá e do Aberto Júnior dos Estados Unidos.
Desde Setembro de 2002 Kirilenko começou a participar de eventos da WTA. ela progrediu muito nestes eventos, mas foi atrapalhada por uma lesão em 2004 e caiu nos rankings, enquanto perdia uma valiosa experiência. No final de 2005 ela subiu nos rankings e ganhou seu primeiro torneio, em Pequim. Ela foi reconhecida como uma das revelações e promessas para 2006 e, apesar de afastar-se de sua melhor forma durante o verão, ela ficou entre as 20 melhores pela primeira vez em 12 de Junho de 2006.
Kirilenko estreou pela Rússia na Fed Cup, torneio disputado por países, em 22/23 de Abril de 2006 no empate nas quartas-de-final do Grupo Mundial contra a bélgica. Maria perdeu um jogo de simples contra a campeã do Aberto dos Estados Unidos de 2005, Kim Clijsters; e venceu um jogo de duplas contra a grande vencedora Justine Henin-Hardenne e a mesma Kim Clijsters, como parceira de Dinara Safina. A Rússia perdeu por 3–2.
No US Open de 2006, Kirilenko chegou ao 3º Round, finalmente sendo derrotada por Aravane Rezaï.

### 2007

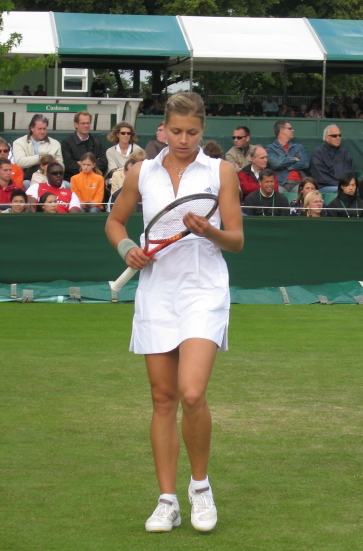
Kirilenko em Wimbledon 2007

Em Janeiro de 2007, ela avançou para o terceiro round do Open da Austrália de 2007, até ser derrotada por Svetlana Kuznetsova, imediatamente depois que ela competiu no Toray Pan Pacific Open de 2007 em Tóquio, onde chegou ao segundo round vencendo a #15 Shahar Peer de Israel, antes de perder para Ai Sugiyama. Ela entou competiu no Dubai Tennis Championships em Dubai, onde chegou também ao segundo round, até ser derrotada por Daniela Hantuchova 6–2 4–6 6–7 (4/7).
No Acura Classic em San Diego, Califórnia, Kirilenko venceu Jelena Janković da Sérvia pelo placar de 6–2, 3–6, 7–5; avançando para as quartas-de-final, até perder para a compatriota Elena Dementieva 6–2, 6–4.
No East West Bank Classic em Los Angeles, Califórnia; ela também chegou às quartas, passando por Marion Bartoli, com o placar de 7–6(2), 6–3, ao longo do caminho.
No US Open, ela encontrou Martina Müller da Alemanha, derrotando-a por 6–3, 6–1. Ela então superou Katarina Srebotnik da Eslovênia em também dois sets, 6–4, 6–3. Ela então perdeu para Julia Vakulenko da Ucrânia por 6–2, 6–4.
Após o US Open, ela apareceu no Sunfeast Open. Lá, Kirilenko ganhou seu segundo título da WTA Tour de simples, derrotando Mariya Koryttseva da Ucrânia em um fácil 6–0, 6–2. No caminho para as finais, ela superou tenistas como Daniela Hantuchova, Flavia Pennetta, Ekaterina Ivanova e a indiana Neha Uberoi.
Na semana seguinte, em um torneio em Seoul, Kirilenko também chegou às finais, mas perdeu para a atual campeã de Wimbledon, Venus Williams dos Estados Unidos, em três sets 3–6, 6–1, 4–6.

### 2008

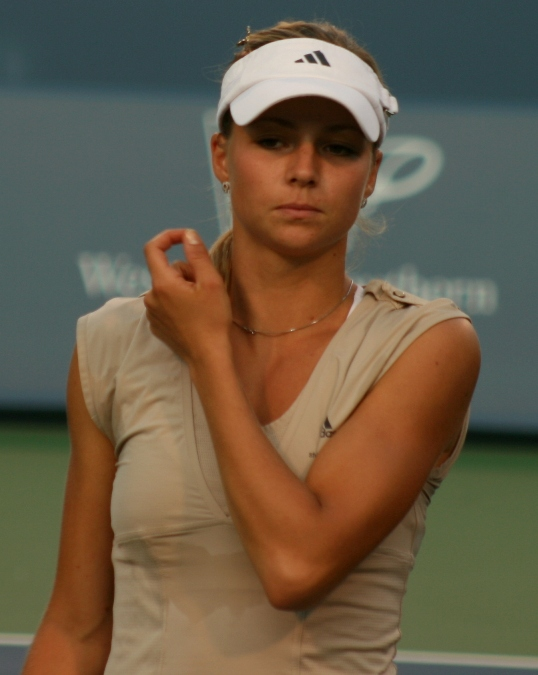
Kirilenko em Cincinnati, 2008.

No Open de Austrália, Kirilenko chegou ao quarto round de um torneio Grand Slam pela primeira vez na carreira, derrotando Anna Chakvetadze em três sets (6–7, 6–1, 6–2). A adversária seguinte foi Daniela Hantuchova, para quem ela perdeu no quarto round por 1–6, 6–4, 6–4, após estar vencendo por 6–1, 3–1.
Maria então atingiu o segundo round de um evento Tier I em Doha, superando Ekaterina Makarova até perder para Anabel Medina Garrigues em três sets, 6-2 5-7 1-6. Kirilenko então perdeu quatro partidas em sequência em Dubai, Bangalore, Indian Wells e Miami. Porém, chegou à final de um evento Tier IV em Estoril, onde derrotou Iveta Benešová em dois sets, 6-4 6-2. Ela também ganhou o título de duplas em Estoril, sendo parceira de Flavia Pennetta. Maria também venceu em Barcelona, encontrando na final Martinez-Sanchez e vencendo por 6-0 6-2, conquistando o quarto de WTA da carreira e o segundo no ano.

## Títulos

### Simples
| Antes de 2009           | A partir de 2009      |
| ----------------------- | --------------------- |
| Grand Slam torneios (0) |                       |
| Ouro Olimpico (0)       |                       |
| WTA Championships (0)   |                       |
| Tier I (0)              | Premier Mandatory (0) |
| Tier II (1)             | Premier 5 (0)         |
| Tier III (1)            | Premier (0)           |
| Tier IV (3)             | International (1)     |

| N. | Data       | Torneio             | Piso             | Oponente na final           | Placar            |
| 1. | 05/09/2005 | Pequim, China       | Dura             | Anna-Lena Grönefeld         | 6–3, 6–4          |
| 2. | 23/09/2007 | Kolkata, Índia      | Carpete (Indoor) | Mariya Koryttseva           | 6–0, 6–2          |
| 3. | 20/04/2008 | Estoril, Portugal   | Saibro           | Iveta Benešová              | 6–4, 6–2          |
| 4. | 15/06/2008 | Barcelona, Espanha  | Saibro           | María José Martínez Sánchez | 6–0, 6–2          |
| 5. | 18/09/2008 | Seul, Coreia do Sul | Dura             | Samantha Stosur             | 2-6, 6-1, 6-4     |
| 6. | 21/01/2013 | Pattaya, Tailândia  | Dura             | Sabine Lisicki              | 5-7, 6-1, 7-6 (1) |

### Duplas
| Antes de 2009           | A partir de 2009      |
| ----------------------- | --------------------- |
| Grand Slam torneios (0) |                       |
| Ouro Olimpico (0)       |                       |
| WTA Championships (1)   |                       |
| Tier I (0)              | Premier Mandatory (2) |
| Tier II (1)             | Premier 5 (1)         |
| Tier III (3)            | Premier (3)           |
| Tier IV (1)             | International (0)     |

| N.  | Data       | Torneio                    | Piso          | Parceiro          | Oponente na final                  | Placar               |
| 1.  | 13/06/2004 | Birmingham, Reino Unido    | Grama         | Maria Sharapova   | Lisa McShea Milagros Sequera       | 6–2, 6–1             |
| 2.  | 09/10/2005 | Tóquio, Japão              | Dura          | Gisela Dulko      | Shinobu Asagoe María Vento-Kabchi  | 7–5, 4–6, 6–3        |
| 3.  | 03/03/2007 | Doha, Qatar                | Dura          | Martina Hingis    | Ágnes Szávay Vladimíra Uhlířová    | 6–1, 6–1             |
| 4.  | 19/04/2008 | Estoril, Portugal          | Saibro        | Flavia Pennetta   | Mervana Jugić-Salkić İpek Şenoğlu  | 6–4, 6–4             |
| 5.  | 18/08/2008 | Cincinnati, Estados Unidos | Dura          | Nadia Petrova     | Hsieh Su-wei Yaroslava Shvedova    | 6–3, 4–6, 10–8       |
| 6.  | 24/10/2009 | Moscou, Rússia             | Dura (Indoor) | Nadia Petrova     | Maria Kondratieva Klára Zakopalová | 6-2, 6-2             |
| 7.  | 08/08/2010 | San Diego, Estados Unidos  | Dura          | Zheng Jie         | Lisa Raymond Rennae Stubbs         | 6-4, 6-4             |
| 8.  | 15/08/2010 | Cincinnati, Estados Unidos | Dura          | Victoria Azarenka | Lisa Raymond Rennae Stubbs         | 7-6(4), 7-6(8)       |
| 9.  | 07/05/2011 | Madri, Espanha             | Saibro        | Victoria Azarenka | Květa Peschke Katarina Srebotnik   | 6-4, 6-3             |
| 10. | 31/07/2011 | Stanford, Estados Unidos   | Dura          | Victoria Azarenka | Liezel Huber Lisa Raymond          | 6-1, 6-3             |
| 11. | 20/03/2012 | Miami, Estados Unidos      | Dura          | Nadia Petrova     | Sara Errani Roberta Vinci          | 7-6 (0), 4-6, [10-4] |
| 12. | 23/10/2012 | WTA Championships, Turquia | Dura          | Nadia Petrova     | Andrea Hlaváčková Lucie Hradecká   | 6-1, 6-4             |